# جانفرانکو دالا باربا
جانفرانکو دالا باربا (ایتالیایی: Gianfranco Dalla Barba؛ زادهٔ ۱۱ ژوئن ۱۹۵۷ – درگذشتهٔ ۲۲ نوامبر ۲۰۲۴) شمشیرباز اهل ایتالیا بود.
وی در مسابقات کشوری و بین‌المللی در مجموع برندهٔ ۱ مدال طلا و ۱ مدال برنز شده‌است.